# Piccola fauna dura
Con il termine di “piccola fauna dura” (o “piccoli fossili duri”) si intende un gran numero di fossili mineralizzati, in genere di piccole dimensioni (pochi millimetri), con una distribuzione temporale quasi continua che va dalle ultime fasi dell'Ediacarano alla fine del Cambriano (tra 548 e 500 milioni di anni fa). La piccola fauna dura (abbreviata in SSF, dall'inglese “small shelly fauna” o “small shelly fossils”) è altamente diversificata, e non vi è una definizione formale per indicare questo tipo di fossili.
Quasi tutti gli SSF provengono da rocce più antiche di quelle contenenti fossili più familiari all'occhio di un profano (come i trilobiti). La maggior parte degli SSF si è conservata tramite un rapido seppellimento con sostanze fosfatiche; dal momento che questo metodo di conservazione è principalmente limitato al tardo Ediacarano e al primo Cambriano, è possibile che gli animali che produssero questo tipo di fossili fossero comparsi prima di tale periodo e fossero sopravvissuti oltre questo lasso di tempo.
Alcuni di questi fossili sembrerebbero rappresentare l'intera parte scheletrica di piccoli organismi, come il misterioso Cloudina o alcuni molluschi simili a lumache. Comunque, la grande maggioranza degli SSF è costituita da frammenti o resti disarticolati di organismi più grandi, tra cui spugne, molluschi, brachiopodi, echinodermi e animali simili a onicofori (i lobopodi, ritenuti antenati degli artropodi).

## L'enigma della comparsa
Una delle prime spiegazioni per la comparsa degli SSF nella documentazione fossile (e quindi dell'evoluzione degli scheletri mineralizzati) suggeriva un aumento improvviso della concentrazione di calcio negli oceani. Molti SSF, però, erano costituiti da altri minerali, come i silicati. Dal momento che i primi SSF apparvero all'incirca nella stessa epoca in cui gli organismi iniziarono a scavare tane per evitare la predazione, è più probabile che essi rappresentassero i primi passi verso una sorta di “corsa alle armi” evolutiva tra predatori e prede dalle difese sempre più efficienti.
D'altra parte, scheletri mineralizzati potrebbero essersi evoluti semplicemente perché erano più forti e meno dispendiosi da produrre rispetto a scheletri completamente organici (come quelli degli insetti). In ogni caso i minerali utilizzati da questi animali erano fra i più accessibili.
Nonostante la loro piccola taglia e la natura frammentaria renda molto difficile identificazione e classificazione, gli SSF sono una prova molto importante dell'evoluzione dei principali gruppi di invertebrati marini (e in particolare per l'andamento e le modalità di evoluzione nella cosiddetta “esplosione cambriana”).

## Distribuzione geografica e temporale
Ricche faune di SSF sono state ritrovate in Cina, Mongolia, Russia, Kazakistan, Australia e Antartide. Leggermente meno diversificate sono le faune provenienti da India, Pakistan, Iran, Europa e Nordamerica.
Vi sono differenti visioni riguardo alla distribuzione temporale degli SSF. Le scoperte russe avvenute nei tardi anni '60 furono classificate come appartenenti al Tommotiano, il piano iniziale del periodo Cambriano, e per alcuni studiosi il termine “piccola fauna dura” va applicato esclusivamente a fossili di questo piano. Altri studiosi, invece, includono negli SSF anche fossili dell'Ediacarano come Cloudina e fossili del post-Tommotiano, come Microdictyon proveniente dal giacimento di Maotianshan. Alcuni SSF sono stati rinvenuti in livelli contenenti trilobiti. Si pensava che l'estinzione di massa avvenuta alla fine dell'età nota come Botomiano avesse portato alla scomparsa completa degli SSF, ma nel 2004 vennero scoperti in Australia fossili di un halkieride dal Cambriano medio.

## Significato evolutivo
La piccola fauna dura si trova con continuità attraverso tutto il Cambriano inferiore, e quindi è molto più utile per uno sguardo sulla cosiddetta esplosione cambriana di “istantanee” basate su giacimenti a conservazione eccezionale (come Burgess Shales o Maotianshan). Nonostante la maggior parte degli SSF sia di difficile classificazione, alcuni fossili descritti all'interno di gruppi attuali permettono agli studiosi di capire meglio le modalità di evoluzione di questi gruppi. Sembra che i primi rappresentanti della piccola fauna dura fossero anche i più primitivi e minuscoli: gli organismi a cui appartengono questi fossili (età Ediacarano) erano semplicemente costituiti da due livelli di tessuto (diploblastici). Successivamente, nella documentazione fossile appaiono resti di organismi noti come Helcionellida: questi sono ritenuti essere stretti parenti di un phylum tuttora esistente, i molluschi. SSF più recenti (età Atdabaniano) possono essere ascritti al gruppo odierno degli echinodermi. Questa successiva apparizione di forme via via più evolute, veloce ma non improvvisa, rivela il vero sviluppo della cosiddetta esplosione cambriana.

## Varietà degli SSF

### Forme dell'Ediacarano
Le poche faune dure conosciute nell'Ediacarano hanno una limitata gamma di forme. Sono comuni tubi parzialmente o totalmente mineralizzati; dal momento che le strutture delle pareti di questi fossili variano notevolmente, la loro classificazione include una varietà di gruppi. Tra questi, da ricordare foraminiferi, cnidari, anellidi policheti e pogonofori, sipunculidi e altri ancora.
Il “tubo” noto come Cloudina lungo fino a un centimetro e mezzo, consisteva invece in una serie di coni infilati l'uno nell'altro, mineralizzati con carbonato di calcio; gli spazi tra i coni, però, non erano mineralizzati. L'organismo noto come Sinotubulites, invece, costruiva lunghi tubi sottili più flessibili di Cloudina, ma probabilmente dotati di parti mineralizzate rigide. Namapoikia era probabilmente una spugna o un corallo, e costruiva strutture larghe fino a un metro costituite di carbonato di calcio. Sono note anche numerose spicole (spine costituite da silicati) provenienti da spugne. Namacalathus, infine, era un organismo che costruiva una struttura a calice alta fino a tre centimetri, forse affine alle meduse o ai coralli.

### Forme del Cambriano
Nei ritrovamenti del Cambriano inferiore i “tubi” e le spicole divengono molto più abbondanti e diversificate, e appaiono nuovi tipi di SSF. Molti di questi sono stati attribuiti a gruppi ben conosciuti come i molluschi, gli halkieridi, i brachiopodi, gli echinodermi e gli onicofori.
La maggior parte dei ritrovamenti cambriani consiste di scleriti, frammenti che un tempo costituivano l'armatura di antichi animali (come Halkieria). Ritrovamenti di serie di scleriti (scleritomi) sono piuttosto rari, e lo sono ancora di più i ritrovamenti completi degli organismi che le portavano: il tessuto dell'animale, generalmente, si disintegrava con la morte dell'organismo, e i suoi frammenti si disperdevano e in qualche caso si fossilizzavano. Ricostruire le posizioni di queste scleriti si basa di solito sul ritrovamento di un esemplare completo e articolato, fossilizzatosi in un lagerstätte.
Molte scleriti appartengono al tipo noto come celoscleriti, costituite da un guscio mineralizzato attorno a uno spazio originariamente occupato da tessuto organico e che non mostra alcuna prova di accrescimento. Non è chiaro se le celoscleriti si fossero evolute indipendentemente in vari gruppi di animali o fossero state ereditate da un antenato comune; sta di fatto che queste strutture erano presenti sul corpo degli halkieridi (animali simili a lumache dotate di conchiglie alle due estremità) e dei chanchelloridi, le cui scleriti a forma di stella ricoprivano corpi simili a cactus; i chanchelloridi sono stati descritti come spugne, ma potrebbero essere stati imparentati con gli stessi halkieridi.
Alcune scleriti erano mineralizzate con fosfato di calcio, e non con carbonato di calcio. I tommotiidi possedevano un'ampia gamma di scleriti, differenti sia come forme che come struttura interna, e potrebbero di fatto rappresentare un gruppo polifiletico; in altre parole, potrebbero aver sviluppato indipendentemente scleritomi fosfatici piuttosto che averli ereditati da un antenato comune. D'altro canto, i tommotiidi potrebbero essere stati affini ai brachiopodi, animali a prima vista simili ai molluschi bivalvi ma con un'anatomia interna completamente differente. Molte scleriti fosfatiche sono di incerta collocazione sistematica e hanno curiose forme dentate, uncinate o piatte; si sa che alcune di queste scleriti erano prodotte dai lobopodi (come Microdictyon), curiosi animali simili a vermi dotati di zampe, che si pensa fossero vicini all'origine degli artropodi.
Conchiglie bivalvi e univalvi sono anch'esse abbastanza comuni tra i SSF. Si pensa che alcune di queste fossero le uniche prodotte dai loro creatori, mentre si sa con certezza che altre erano parte di un più complesso sistema difensivo (ad esempio in Halkieria). I già citati Helcionellida sono ritenuti essere arcaici molluschi dotati di conchiglie simili a quelle delle chiocciole; alcuni di questi esseri possedevano una sorta di “tubo di uscita” orizzontale nella parte concava del guscio esterno, ma non è ancora chiaro se queste strutture fossero rivolte in avanti o indietro. Altri organismi enigmatici produttori di SSF erano gli ioliti, dotati di piccole conchiglie coniche; si pensa che questi animali fossero un qualche tipo di molluschi o forse imparentati con i vermi sipunculidi.